# BoxBoy! + BoxGirl!
BoxBoy! + BoxGirl! — компьютерная игра в жанре платформер-головоломка, разработанная HAL Laboratory и изданная Nintendo. Это третья часть в серии игр BoxBoy! и первая, выпущенная на Nintendo Switch. Прошлая игра франшизы Bye-Bye BoxBoy! вышла в 2017 году. Впервые в серии был представлен многопользовательский режим для двух игроков, получивший высокую оценку от критиков.

## Геймплей
Как и предыдущие игры серии, BoxBoy! + BoxGirl! представляет из себя видеоигру в жанре платформер-головоломка. Основная механика игрового процесса вращается вокруг создания ящиков для преодоления препятствий и достижения конца уровня. На каждом из них есть ограничение на количество ящиков, которые могут быть созданы одновременно. Они используются для множества функций, например, блокирование опасностей и нажатие переключателей. В однопользовательской кампании, получившей название «Рассказ для одного», игроки управляют персонажем Кьюбби (англ. Qbby), создавая цепочки ящиков, которые можно опускать, протягивать и убирать. Уровни сгруппированы в миры, каждый из которых имеет различные препятствия и способности.
BoxBoy! + BoxGirl! содержит 270 уровней. Впервые в серии была представлена кампания для двух игроков под названием «Сказка для двоих». В этом режиме один игрок управляет Кьюбби, а другой — Кьюси (англ. Qucy). Каждый уровень имеет ограничение на количество ящиков, которые каждый персонаж может создать за раз. В кампанию для двух игроков также можно играть индивидуально, переключаясь между управлением Кьюбби и Кьюси.
Можно разблокировать третью кампанию, «A Tall Tale», в которой игроки управляют Куди, прямоугольным персонажем.
На уровнях есть коллекционные короны. За них игроку дают внутриигровую валюту, которую можно тратить для покупки подсказок, демонстрирующих, как пройти уровень. Дополнительные медали также можно получить, используя ограниченное количество ящиков.

## Выпуск
BoxBoy! + BoxGirl! была анонсирована в феврале 2019 во время Nintendo Direct. Бесплатная демоверсия вышла 17 апреля 2019 года. Полная версия игры была выпущена 9 спустя, 26 апреля.

## Отзывы
| Сводный рейтинг       | Сводный рейтинг |
| Агрегатор             | Оценка          |
| --------------------- | --------------- |
| GameRankings          | 81,50 %         |
| Metacritic            | 81/100          |
| Иноязычные издания    |                 |
| Издание               | Оценка          |
| Game Informer         | 8,5/10          |
| GameRevolution        | 4/5             |
| GameSpot              | 7/10            |
| Nintendo World Report | 8/10            |
| USgamer               | 4/5             |
| Digitally Downloaded  | [ 11 ]          |

BoxBoy! + BoxGirl! получила в основном благоприятные оценки, согласно сайту-агрегатору Metacritic. Рецензенты высоко оценили новый кооперативный режим, а также уникальный геймплей за Куди. Бен Ривз из Game Informer был впечатлён новыми задачами для игроков, которые разработчики смогли создать, даже несмотря на то, что BoxBoy! + BoxGirl! является четвёртой частью серии. Тоби Сондерс из Game Revolution охарактеризовал игру как слишком простую, критикуя систему подсказок за то, что она отвлекает от прохождения. В издании GameSpot резюмировали: «В некотором смысле игра кажется повторным введением в серию, что справедливо, поскольку это дебют BoxBoy на Switch. Если вы играли в предыдущие игры серии, то знаете, что получите здесь — это почти то же самое, но с классными новыми режимами. Для новичков она станет отличной точкой входа в серию. Пока Bye-Bye BoxBoy! остаётся вершиной, однако BoxBoy! + BoxGirl! — более чем достойная часть».